# Pădurea Medeleni
Pădurea Medeleni este o arie protejată de interes județean ce corespunde categoriei a IV-a IUCN (rezervație naturală de tip forestier) situată în județul Iași, pe teritoriul administrativ al comunelor Golăiești și Victoria.

## Localizare
Pădurea Medeleni întinsă pe o suprafață de 128 de hectare se află în extremitatea estică a județului Iași, în Câmpia Moldovei (teritoriul nordic al Podișului Moldovenesc), pe teritoriul estic al comunei Victoria și cel vestic al comunei Golăiești (în partea vestică a satului Medeleni), lângă drumul județean (DJ249), Sculeni - Podu Jijiei.

## Descriere
Pădurea Medeleni a fost declarată arie protejată prin Hotărârea Consiliului Județean Iași Nr.8 din 1994 și este suprapusă sitului de importanță comunitară omonim.
Aria naturală reprezintă o zonă împădurită (în lunca dreaptă a Prutului) cu specii arboricole (șleau de luncă specific Podișului Moldovenesc) de stejar (Quercus robur), velniș (Ulmus laevis) sau frasin din speciile Fraxinus excelsior și Fraxinus augustifolia. 
În arealul rezervației este semnalată prezența a două rarități floristice: laleaua pestriță (Fritillaria meleagris) și ghiocelul de baltă (Leucojum aestivum).
Fauna rezervației are în componență o gamă diversă de specii (mamifere, reptile, amfibieni, insecte), dintre care unele protejate prin Directiva Consiliului European 92/43/CE din 21 mai 1992 (privind conservarea habitatelor naturale și a speciilor de faună și floră sălbatică) sau aflate pe lista IUCN; astfel: pisică sălbatică (Felis silvestris), viezure (Meles meles), veveriță roșcată (Sciurus vulgaris), pârș de stejar (Eliomys quercinus), șarpe de apă (Natrix tessellata), broasca-roșie-de-pădure (Rana dalmatina) și un fluture din specia Arytrura musculus.